# Teuchophorus paradoxipus
Teuchophorus paradoxipus är en tvåvingeart som beskrevs av Stackelberg 1931. Teuchophorus paradoxipus ingår i släktet Teuchophorus och familjen styltflugor. Inga underarter finns listade i Catalogue of Life.